# Siphusauctum gregarium
Siphusauctum gregarium è un animale marino estinto, di incerta classificazione. Visse nel Cambriano medio (circa 505 milioni di anni fa) e i suoi resti fossili sono stati ritrovati nel ben noto giacimento di Burgess Shales (Canada).

## Descrizione
Questo animale poteva raggiungere una lunghezza di 20 centimetri. La parte superiore dell'animale era costituita da un calice di forma ovoidale, connesso a uno stelo stretto e formato da due strati, alla base del quale vi era una sorta di bulbo appiattito che serviva ad ancorarlo nel fondale marino. Il calice era racchiuso in una guaina flessibile con sei piccole aperture alla base e un ano centrale terminale, vicino alla sommità, circondato da aperture. Un organo prominente, rappresentato da sei segmenti dalla simmetria radiale con elementi simili a pettini, circondava una cavità corporea interna con un grande stomaco, un ventre mediano di forma conica e un intestino diritto.

## Classificazione
Questo animale è stato descritto per la prima volta nel 2012, sulla base di numerosissimi esemplari ritrovati nei Tulip Beds (Campsite Cliff Shale Member, formazione di Burgess Shale) del Mount Stephen (Parco nazionale Yoho, Columbia Britannica). Con 1.133 esemplari ritrovati, Siphusauctum è di gran lunga l'animale più abbondante della zona. Questo insolito animale assomiglia unicamente a un altro organismo enigmatico ritrovato a Burgess Shales, Dinomischus. Le principali somiglianze fra i due sono il lungo gambo con un calice contenente una massa di visceri e di elementi simili a brattee. Siphusanctum e Dinomischus probabilmente condividevano anche il medesimo stile di vita, anche se occupavano differenti livelli. La presenza in entrambi gli animali di un tratto digestivo con un probabile stomaco e un ano suggerisce un grado di organizzazione come quello degli animali a simmetria bilaterale, ma le parentele con i gruppi di organismi attuali sono incerti. Le affinità di Siphusauctum sono tuttora dubbie.

## Paleoecologia

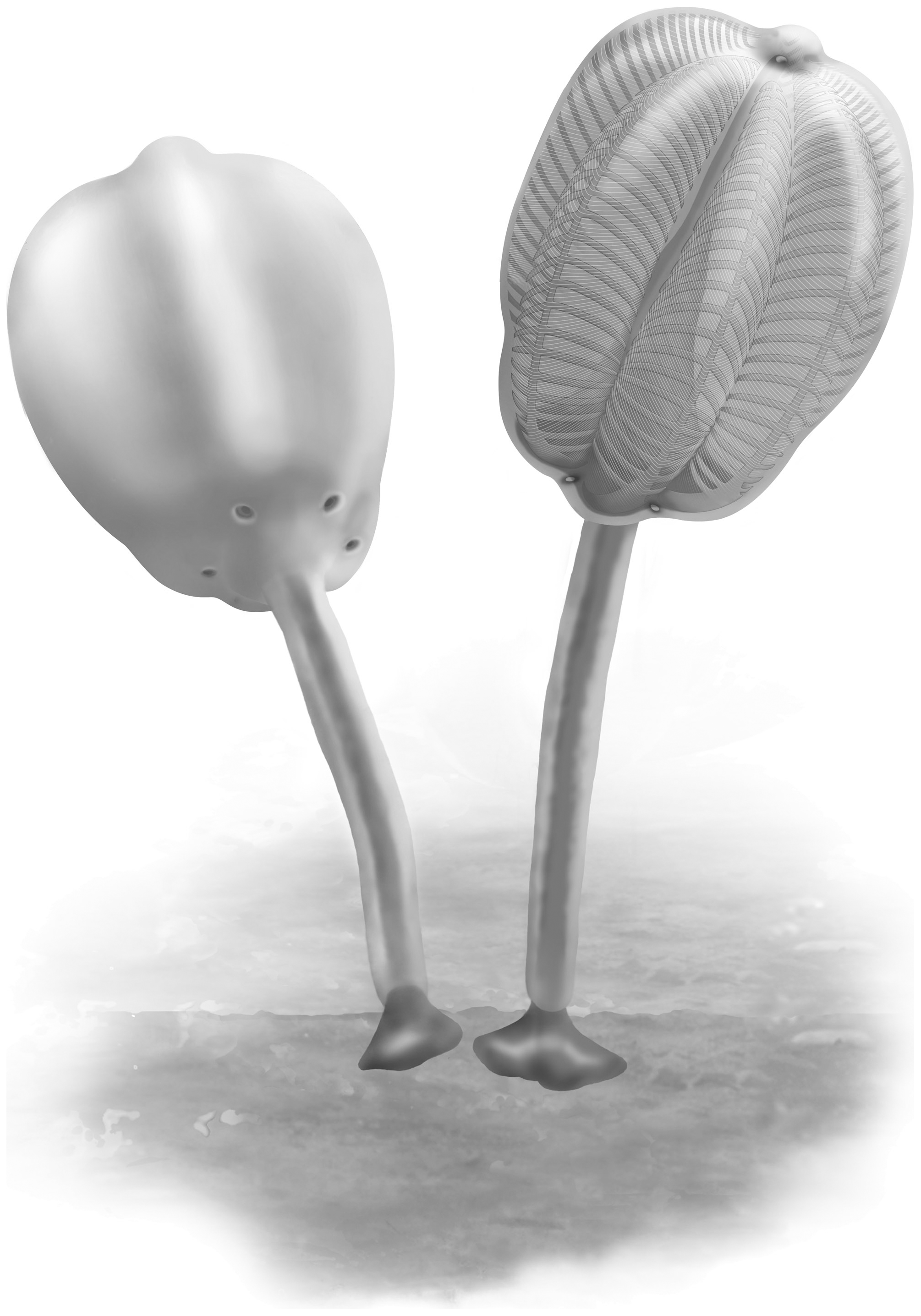
Ricostruzione di Siphusauctum gregarium

Siphusauctum gregarium era probabilmente un organismo filtratore attivo; l'acqua passava attraverso le aperture del calice e l'organismo catturava le particelle nutritive grazie agli elementi simili a pettini. I fossili di questo animale si rinvengono spesso in singoli piani di deposizione, e ciò suggerisce uno stile di vita gregario: l'animale probabilmente viveva in grandi masse dense. Questi organismi vennero probabilmente sepolti in massa più o meno in situ a causa di un rapido evento devastante, come una frana sottomarina.